# فهرست ملی ثبت فیلم
فهرست ملی ثبت فیلم (به انگلیسی: National Film Registry) نام فهرستی ویژه از فیلم‌های ساخت ایالات متحده آمریکا است که از سال ۱۹۸۸ در کتابخانه ملی کنگره آمریکا تأسیس شده‌است. فیلم‌های آمریکایی که از لحاظ تأثیر فرهنگی و تاریخی یا از لحاظ زیبایی‌شناختی ارزشمند تلقی می‌شوند، در این فهرست قرار می‌گیرند. تا سال ۲۰۲۳، تعداد ۸۷۵ فیلم به این فهرست افزوده شد.